# Ле Рузик, Закари
Закари Ле Рузик, фр. Zacharie Le Rouzic (род. 1864, Карнак, Франция — 1939, там же) — французский археолог, исследователь доисторической эпохи, всемирно известный специалист своего времени по мегалитам.
Родом из многодетной и бедной семьи, Закари ходил в школу лишь до 10-летнего возраста. Когда шотландский антиквар Джеймс Милн приехал в Карнак изучать местные мегалиты — Карнакские камни, он привлёк к раскопкам местных жителей, среди которых был и Закари. Вскоре последний ввиду своей эрудиции и интереса к раскопкам стал ассистентом Милна, вместе с которым участвовал в раскопках и других мегалитов: Гаврини, Табль-де-Маршан, курган Эр-Грах и др.
После смерти Милна Ле Рузик стал директором Музея доисторической эпохи Милна и Ле Рузика (фр.). Он продолжил археологические изыскания и получил международную известность. В 1909 г. он издал книгу «Карнак — местные легенды, традиции, обычаи и сказки» («Carnac — légendes, traditions, coutumes et contes du pays», 1909).
Также Ле Рузик был первым руководителем Корпуса пожарных Карнака, который возглавлял в 1908—1924 в чине лейтенанта.